# Федоров Євграф Степанович
Євгра́ф Степа́нович Фе́доров (*22 грудня 1853, Оренбург — †21 травня 1919) — російський кристалограф, петрограф, мінералог і математик.

## З життєпису
Найбільше досягнення Є. С. Федорова — строге доведення всіх можливих просторових груп (1891). Таких груп виявилося 230. Тим самим Федоров описав симетрії всіх кристалічних структур.
Таким чином, була розв'язана відома у давнину задача про можливі симетричні фігури. Цим, як стверджують фахівці, можна вважати, побудова класичної кристалографії була завершена.
Але у 1982 році були відкриті нові типи структур, які не вкладалися у класичну кристалографію.